# Martfeld
Martfeld is een gemeente in de Duitse deelstaat Nedersaksen. De gemeente maakt deel uit van de Samtgemeinde Bruchhausen-Vilsen in het Landkreis Diepholz. Martfeld telt 2.823 inwoners.
Martfeld ligt 7 km ten noordoosten van de hoofdplaats Bruchhausen-Vilsen. Het bij Martfeld horende dorpje Kleinenbostel ligt halverwege aan de bochtige binnenweg, die naar Bruchhausen-Vilsen leidt.
Tot de gemeente behoren, naast het hoofddorp Martfeld, de dorpen en gehuchten: 
- Hustedt
- Kleinenborstel
- Loge
- Tuschendorf

Martfeld is in de 12e eeuw ontstaan en behoorde, zoals de gehele Samtgemeinde,  in de middeleeuwen tot het Graafschap Hoya, hetgeen in het gemeentewapen der Samtgemeinde tot uitdrukking komt: de graven van Hoya voerden een berenklauw in hun wapenschild. De dorpskerk en een van de hieronder afgebeelde molens sieren het gemeentewapen van Martfeld.
Hustedt en Kleinenbostel waren tot aan hun aansluiting bij Martfeld (gemeentelijke herindeling van 1974) aparte gemeentes.

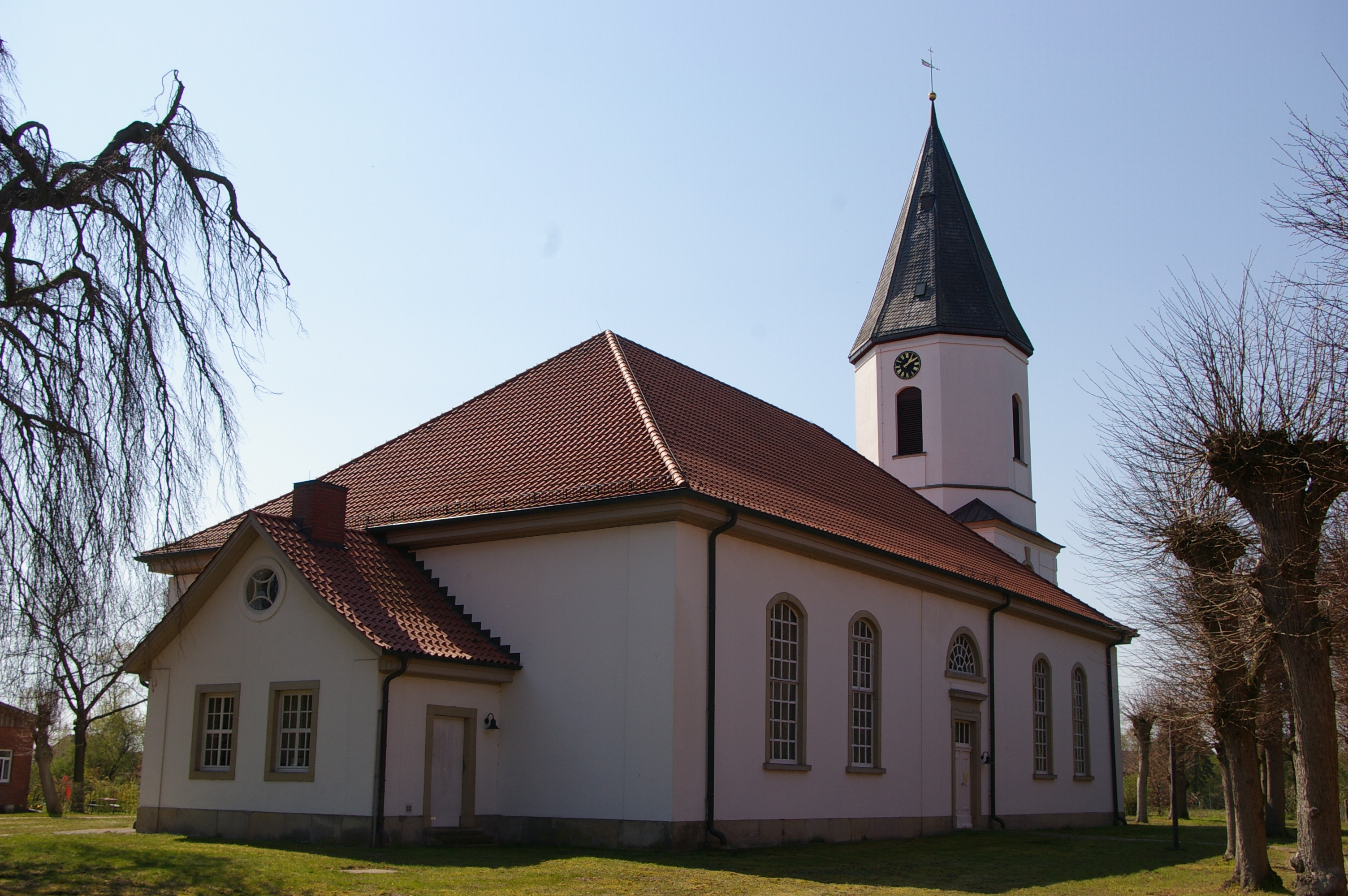
Catharinakerk Martfeld (classicistisch), 1811
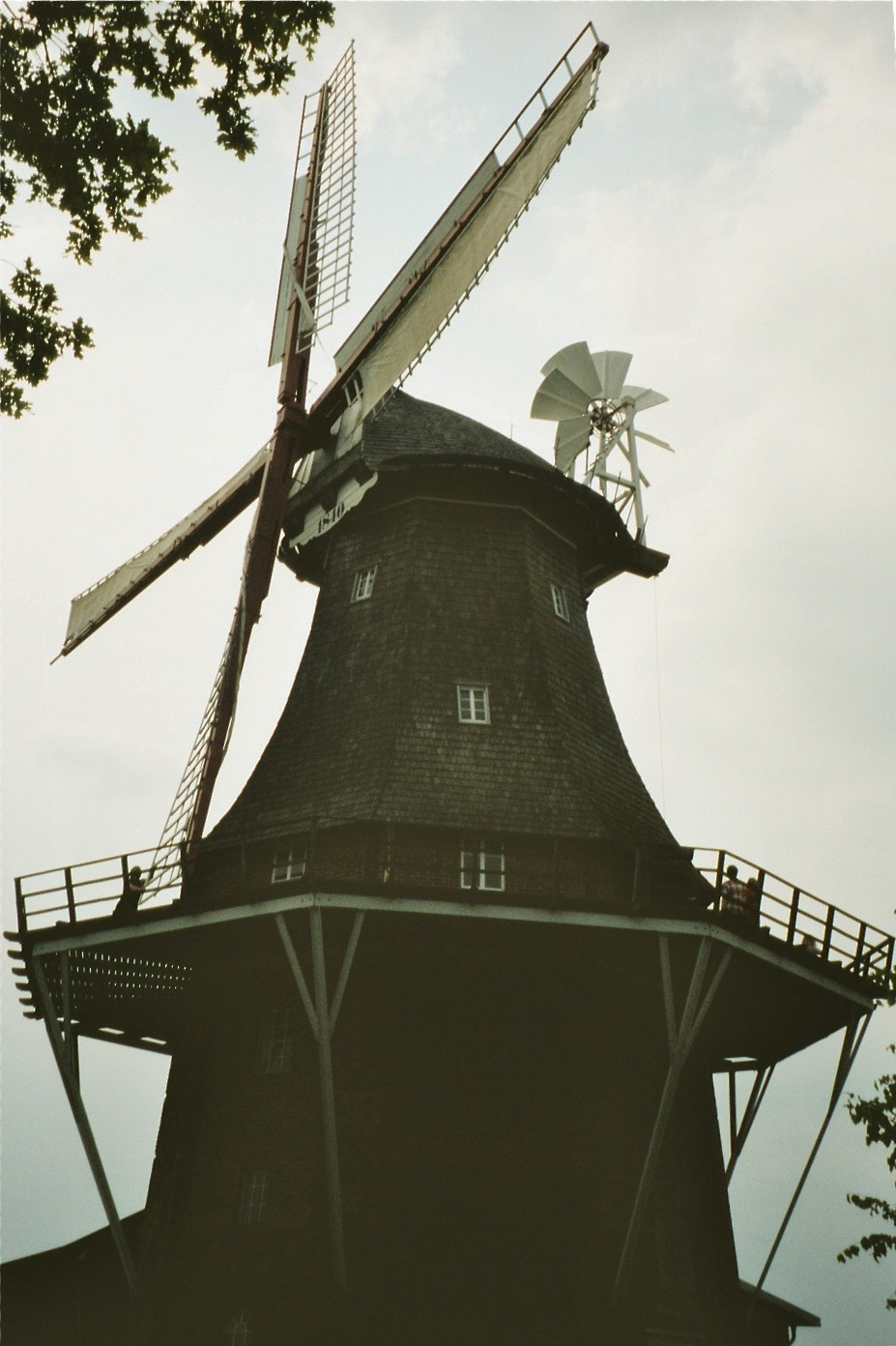
Molen (Feldmühle) van Martfeld
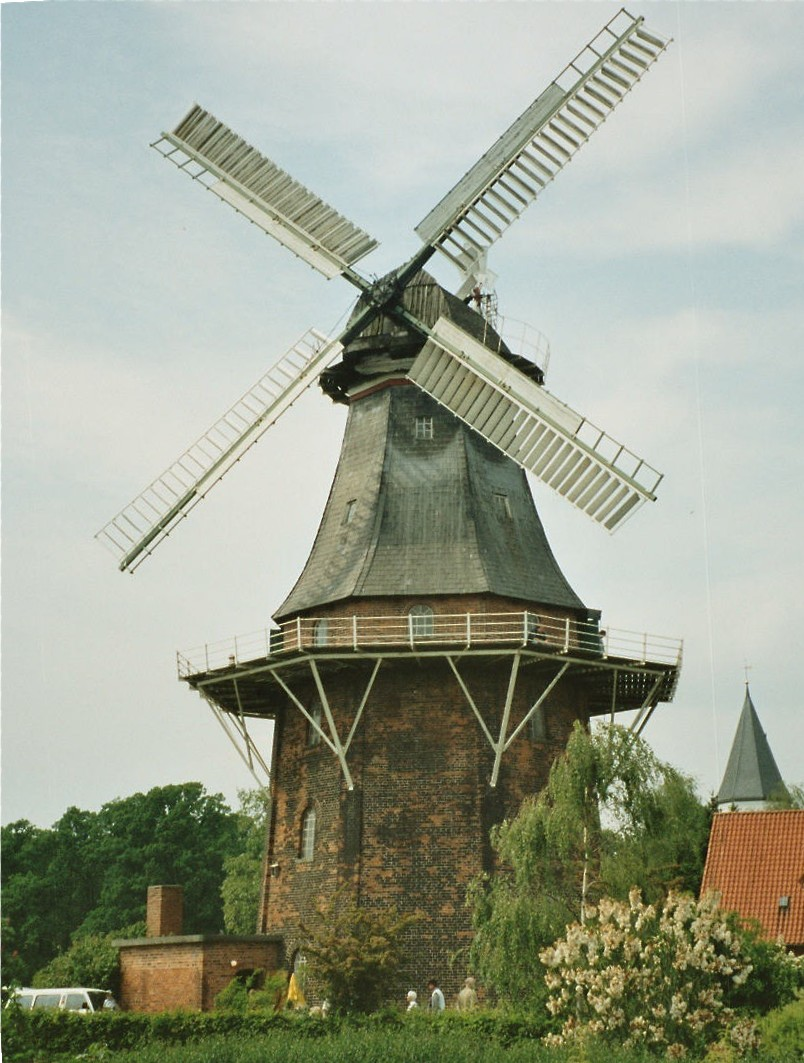
Molen (Fehsenfeldsche Mühle) van Martfeld

## Partnerstad
- La Bazoge in Frankrijk

- Gemeinsame Normdatei: 4764314-6
- Virtual International Authority File: 249417450